# Heinrich Winter (Chemiker)
Karl Wilhelm Heinrich Winter (* 18. Februar 1875 in Minden; † 11. Dezember 1959) war ein deutscher Chemiker, dessen Forschungsschwerpunkt auf organischer Petrologie lag. 

## Leben

### Herkunft, Ausbildung und Privatleben
Er kam 1875 als Sohn vom Sohn eines königlichen Bahnmeisters in der Kleinstadt Minden zur Welt, die damals innerhalb des Deutschen Kaiserreiches zur preußischen Provinz Westfalen gehörte. In Bielefeld besuchte er die Vorschule und anschließend das Realgymnasium, an welchem er 1895 seine Reifeprüfung ablegte.
Zu Ostern gleichen Jahres immatrikulierte er sich für ein Studium der Chemie an der Georg-August-Universität in Göttingen. Zu seinen dortigen Professoren zählten unter anderem Gottfried Berthold, Otto Bürger, Ernst Ehlers, Ferdinand Fischer, Theodor Husemann, Wilhelm Kerp, Adolf von Koenen, Arthur Kötz, Richard Lorenz, Walther Nernst, Albert Peter, Eduard Riecke, Ludwig Rhumbler, Otto Wallach und Gustav Wolffhügel. Schließlich wurde er 1899 – betreut von den Doktorvätern Kerp und Wilhelm Böttger – mit der Dissertation Beiträge zur Kenntnis der Amalgame der Alkalimetalle promoviert.
Seit dem 16. September 1902 war Winter mit Clara Friederike Marie Hackmann (* 1877) verheiratet; das Paar hatte eine gemeinsame Tochter.

### Berufliche Karriere
Seinen Einstieg ins Berufsleben fand er als Assistent im Laboratorium für chemische Analyse der Preußischen Geologischen Landesanstalt in Berlin. Aus dieser Funktion heraus habilitierte er sich 1904 an der Bergakademie Berlin in Chemie und wurde daraufhin zum Privatdozenten ernannt. Spätestens ab 1910 arbeitete er als Lehrer an der Bergschule Bochum. Dort stieg er zum Chefchemiker und Leiter des berggewerkschaftlichen Laboratoriums auf. Zu seinen hervorzuhebenden wissenschaftlichen Leistungen zählt der 1920 erbrachte Nachweis, dass Glanzkohlen sogenannte Humusgesteine sind und aus den Resten höherer Landpflanzen (Rinde, Stängel, Blätter, aber verhältnismäßig wenig Sporen) bestehen, während Mattkohlen (Durite) als Sapropelite aus Wasserpflanzen, Algen und kleineren Wassertieren gebildet wurden. Damit lieferte er die experimentelle Bestätigung einer theoretischen Annahme von Henry Potonié.
Heinrich Winter war 40 Jahre lang Mitglied im Verein Deutscher Chemiker beziehungsweise der späteren Gesellschaft Deutscher Chemiker.

## Publikationen (Auswahl)
Monographien
- Beiträge zur Kenntnis der Amalgame der Alkalimetalle. Dissertation, Dieterich’sche Verlagsbuchhandlung, 1899, 63 Seiten.
- Physik und Chemie. Leitfaden für Bergschulen. Verlag von Julius Springer, Berlin, 1920, 144 Seiten (vier Auflagen bis 1942).
- Die festen Brennstoffe. In der Reihe: „Lebende Bücher“. Verlag Josef Kösel & Friedrich Pustet, 1922, 92 Seiten.
- Wärmelehre und Chemie für Kokerei- und Grubenbeamte. Verlag von Julius Springer, Berlin, 1922, 209 Seiten.
- Taschenbuch für Gasanstalten, Kokereien, Schwelereien und Teerdestillationen. Wilhelm Knapp Verlag, 1926, 391 Seiten.